# Ryan Murphy
Ryan Patrick Murphy (Indianápolis, Indiana; 9 de noviembre de 1965) es un productor, guionista, director de cine y televisión estadounidense. Creó/produjo varias series de televisión exitosas, incluyendo el drama médico FX Nip/Tuck (2003-10), la comedia dramática musical de Fox, Glee (2009-15), y la serie de antología American Horror Story (2011-presente), American Crime Story (2016-presente), Feud (2017-presente) y Pose (2018-2021). También es conocido por dirigir la adaptación cinematográfica en 2010 de Eat Pray Love, exitosas memorias de Elizabeth Gilbert, y la adaptación cinematográfica de 2014 para HBO de The Normal Heart, de Larry Kramer, que obtuvo un Premio Primetime Emmy a la Mejor Película de Televisión.

## Biografía
Murphy nació el 9 de noviembre de 1965 en Indianápolis, Indiana, en el seno de una familia católica. Su ascendencia incluye irlandeses y daneses. Asistió a una escuela católica desde el primero al octavo grado y se graduó de la Warren Central High School en Indianápolis. Ha descrito a su madre, J. Andy Murphy, como una "reina de belleza que lo dejó todo para quedarse en casa y cuidar de sus dos hijos". Escribió cinco libros y trabajó en comunicaciones durante más de 20 años antes de jubilarse. Su padre trabajó en la industria periodística como director de circulación antes de jubilarse después de 30 años.
Murphy asistió a la Universidad de Indiana en Bloomington, donde se especializó en periodismo y fue miembro del conjunto vocal Singing Hoosiers. Obtuvo prácticas en el periódico The Washington Post en 1986, en la sección de estilo.

## Carrera

### Comienzos
Murphy comenzó como periodista en The Miami Herald, Los Angeles Times, New York Daily News, Knoxville News Sentinel y en Entertainment Weekly. Comenzó con la escritura de guiones a finales de 1990, cuando Steven Spielberg compró su guion "Why Can't I Be Audrey Hepburn?".

### 1999-2008:PopularyNip/Tuck
Murphy comenzó su carrera en televisión con la comedia para adolescentes Popular, que cocreó con Gina Matthews. La serie estaba protagonizada por Leslie Bibb y por Carly Pope. Se estrenó en el canal The WB el 29 de septiembre de 1999 y luego de dos temporadas al aire, concluyó el 18 de mayo de 2001.
Murphy creó la serie dramática Nip/Tuck para el canal de cable FX. Los protagonistas en la última temporada fueron Dylan Walsh, Julian McMahon, John Hensley, Roma Maffia, Kelly Carlson y Joely Richardson. Se estrenó el 18 de julio de 2003 y finalizó luego de seis temporadas, el 3 de marzo de 2010. En 2004, la serie le valió a Murphy su primer Emmy Award, bajo la categoría de mejor dirección para una serie dramática.

### 2009-2017:GleeyAmerican Horror Story
Junto a Brad Falchuk e Ian Brennan, Murphy cocreó Glee para la cadena FOX. La serie terminó siendo protagonizada por Lea Michele, Cory Monteith, Chris Colfer, Darren Criss, Dot-Marie Jones, Jane Lynch, Kevin McHale, Matthew Morrison, Chord Overstreet, Amber Riley y Naya Rivera. La serie estrenó su capítulo piloto el 19 de mayo de 2009 y terminó el 20 de marzo de 2015, luego de seis temporadas. En sus primeras temporadas, la serie fue aclamada por la crítica. Murphy ganó su primer Emmy Award por dirigir el capítulo piloto. Murphy fue uno de los cuatro productores del reality, The Glee Project, que se estrenó en Oxigen el 12 de junio de 2011 y llegó a su fin, luego de dos temporadas, el 14 de agosto de 2012. El programa dio como ganadores de la primera temporada a Damian McGinty y Samuel Larsen, y como ganador de la segunda, a Blake Jenner. Todos obtuvieron roles dentro de la serie. 
Murphy y Ali Adler (coproductora ejecutiva de Glee), crearon la comedia The New Normal, que se estrenó en NBC el 10 de septiembre de 2012 y finalizó el 2 de abril de 2013. La serie fue cancelada luego de tener una temporada al aire. Esta fue protagonizada por Justin Bartha, Andrew Rannells, Georgia King, Bebe Wood, NeNe Leakes, Jayson Blair y Ellen Barkin.
Murphy, Falchuk y Brennan cocrearon la serie de horror y comedia Scream Queens. La serie se estrenó el 22 de septiembre de 2015 en FOX. La serie fue renovada para una segunda temporada que se estrenó el 20 de septiembre de 2016, trabajando a lado de grandes artistas como Ariana Grande, Emma Roberts, Billie Lourd, Abigail Breslin entre otros.

### 2018-2022:9-1-1y producciones de Netflix
Cocreada con Brad Falchuk, producida por 20th Century Fox Television y emitida por Fox. Cuenta la historia del grupo de rescate de Los Ángeles dispuesto a atender cualquier emergencia de lo previsto: policías, bomberos, paramédicos y transportistas. 9-1-1 fue estrenada el 3 de enero de 2018. y ya cuenta con siete temporadas.
Con el recién llegado Steven Canals, Murphy y Falchuk lanzaron una nueva serie Pose se estrenó en FX el 3 de junio de 2018, atrayendo la aclamación de la crítica. La primera temporada contó con el mayor elenco de actores transgénero de la historia para una serie de televisión con más de 50 personajes transgénero, todos interpretados por actores trans. El 12 de julio de 2018, se anunció que la serie se había renovado para una segunda temporada, que se estrenó en junio de 2019.
The Politician se estrenó en Netflix el 27 de septiembre de 2019 serie de comedia dramática, cocreada con Brad Falchuk e Ian Brennan, The Politician . Gira en torno a «las aspiraciones políticas de Payton Hobart, un chico rico de Santa Bárbara, y en cada temporada el personaje se involucrará en una situación política diferente».
En mayo de 2020, Murphy  Hollywood, con críticas mixtas. Murphy fue cocreador, guionista y director de la serie. En junio de 2020, en honor al 50 aniversario del primer desfile del Orgullo LGBTQ, Queerty lo nombró entre los cincuenta héroes "que lideran la nación hacia la igualdad, la aceptación y la dignidad para todas las personas".
En 2021, se anunció dos nuevos proyectos antológicos de Murphy para FX en Hulu, derivada de la original American Horror Story. El primero de ellos centrados en el deporte americano, lleva como título American Sports Story y su primera temporada fue estrenada el 17 de septiembre de 2024. El segundo de ellos, se centrará en historias de amor estadounidenses y llevará como título, American Love Story.
Murphy cocreó, con Ian Brennan, Dahmer - Monster: La historia de Jeffrey Dahmer, una miniserie de diez capítulos que se estrenó en Netflix en septiembre de 2022. La serie ocupó el primer puesto en Netflix en la primera semana de su estreno. Tras el éxito de la miniserie, Netflix, la convirtió en una serie antológica, renovando el proyecto por una segunda temporada estrena el 19 de septiembre de 2024 y titulada Monsters: The Lyle and Erik Menendez Story.Un mes más tarde, se estrenó su otra serie The Watcher.

### 2023-presente: Próximos proyectos
Tras cinco años del contracto con Netflix, el productor inicia un nuevo acuerdo con The Walt Disney Company, para trabajar en futuros proyectos en sus cadenas de televisión. A principios de 2024, se dio a conocer uno de sus nuevos proyectos, en esta ocasión para la cadena en abierto ABC, Doctor Odyssey. La serie que está protagonizada por Joshua Jackson, será estrenada durante la temporada de televisión 2024-2025. También se dio a conocer una nueva serie de terror para FX titulada Grotesquerie.

### Cine
Recortes de mi vida
En 2006, Murphy estrenó una adaptación cinematográfica de la novela autobiográfica de Augusten Burroughs, Recortes de mi vida (Running with Scissors). Murphy adaptó el guion y la dirigió. Los actores principales fueron Joseph Cross, Alec Baldwin, Evan Rachel Wood, Joseph Fiennes y Annette Bening, quien estuvo nominada a los Golden Globe Award por su interpretación de Deirdre Burroughs, la madre de Augusten. La película se estrenó el 27 de octubre de 2006.
Eat Pray Love
En 2010, escribió y dirigió la película Eat Pray Love (Come, reza, ama en España y Comer, rezar, amar en Latinoamérica) basada en el libro homónimo de Elizabeth Gilbert. La película fue protagonizada por Julia Roberts y fue un éxito de taquilla, pero un fallo para la crítica, recibiendo duras críticas debido a su falta de ritmo y credibilidad. Hasta la fecha, la película ha recaudado 204.482.125 de dólares en todo el mundo. La película se estrenó el 13 de agosto de 2010.
The Normal Heart
En 2014, dirigió una adaptación cinematográfica, para la televisión, de la obra de Broadway de Larry Kramer, The Normal Heart. La película fue protagonizada por Mark Ruffalo, Julia Roberts, Alfred Molina, Matthew Bomer y Jim Parsons. La película se estrenó el 25 de mayo de 2014, por las pantallas de HBO.

## Proyectos inconclusos
Murphy también ha creado y producido un par de pilotos fallidos. St. Sass (The WB), protagonizada por Delta Burke y Heather Matarazzo, el cual no fue producido como serie. En 2008, Murphy escribió y dirigió el piloto de Pretty/Handsome (FX), el cual tampoco fue producido como serie. En abril de 2013, se anunció que HBO dio luz verde para el piloto del drama sexual de Murphy, Open, el cual comenzó a filmarse a finales de 2013. En septiembre de 2014, HBO anunció que no tomaría el piloto para convertirse en serie.

## Vida personal
En 1990, confirmó su homosexualidad, durante la ceremonia de los Premios BAFTA. Desde el año 1997, está en pareja con el fotógrafo David Miller. Están comprometidos y hay quienes afirman que en julio del año 2012 se casaron en secreto. En Nochebuena del 2012, nació su hijo Logan Phineas.

### Controversia
Ryan Murphy se ha enfrentado recientemente a críticas significativas por producir programas que han sido calificados de insensibles, y se han planteado dudas sobre su enfoque para salvaguardar el bienestar de las personas implicadas. Los informes sugieren que no ha dado prioridad a la búsqueda del consentimiento o a la consideración de las perspectivas de los afectados por el proceso de rodaje. En el caso de la serie Monsters de Netflix, Erik y Lyle Menendez aparecen retratados de forma inexacta. Murphy tuvo la oportunidad de pedir su opinión, pero decidió no hacerlo. Sin embargo, tras el estreno de la serie, los hermanos expresaron posteriormente su gratitud por haber atraído la atención sobre su caso y el trauma infantil que padecieron. Lyle Menéndez declaró que la serie «abrió los ojos a mucha gente», y ambos hermanos reconocieron que ayudó a cambiar la comprensión pública de su historia.
Murphy también tuvo que hacer frente a las críticas por su representación de Jeffrey Dahmer en la serie Dahmer de Netflix, que recibió críticas por explotar traumas de la vida real sin consultar adecuadamente a las familias de las víctimas de Dahmer. Los familiares de las víctimas expresaron su angustia, afirmando que no se les había pedido permiso y que estaban profundamente afectados por la representación que la serie hacía de sus seres queridos. Esto llevó a un debate más amplio sobre la ética de dramatizar historias de crímenes reales sin implicar a los más afectados por los hechos.

## Filmografía

### Películas
| Título                                      | Año  | Créditos | Créditos | Créditos  | Créditos            | Notas               |
| Título                                      | Año  | Director | Escritor | Productor | Productor ejecutivo | Notas               |
| ------------------------------------------- | ---- | -------- | -------- | --------- | ------------------- | ------------------- |
| The Furies                                  | 1999 | No       | Sí       | No        | No                  | Cortometraje        |
| Recortes de mi vida (Running with Scissors) | 2006 | Sí       | Sí       | Sí        | No                  |                     |
| Eat Pray Love                               | 2010 | Sí       | Sí       | No        | No                  |                     |
| Glee: The 3D Concert Movie                  | 2011 | No       | No       | Sí        | No                  |                     |
| The Normal Heart                            | 2014 | Sí       | No       | No        | Sí                  |                     |
| The Town That Dreaded Sundown               | 2014 | No       | No       | Sí        | No                  |                     |
| Circus of Books                             | 2019 | No       | No       | No        | Sí                  | Película documental |
| The Boys in the Band                        | 2020 | No       | No       | Sí        | No                  |                     |
| The Prom                                    | 2020 | Sí       | No       | Sí        | No                  |                     |
| Pray Away                                   | 2021 | No       | No       | No        | Sí                  | Película documental |
| Mr. Harrigan's Phone                        | 2022 | No       | No       | No        | Sí                  |                     |

### Televisión
Series de televisión
| Título                                    | Año           | Crédito | Crédito  | Crédito  | Crédito             | Señal            | Notas            |
| Título                                    | Año           | Creador | Director | Escritor | Productor ejecutivo | Señal            | Notas            |
| ----------------------------------------- | ------------- | ------- | -------- | -------- | ------------------- | ---------------- | ---------------- |
| Popular                                   | 1999–2001     | Sí      | Sí (2)   | Sí (17)  | Sí                  | The WB           |                  |
| Nip/Tuck                                  | 2003–2010     | Sí      | Sí (8)   | Sí (24)  | Sí                  | FX               |                  |
| Glee                                      | 2009–2015     | Sí      | Sí (8)   | Sí (31)  | Sí                  | Fox              |                  |
| American Horror Story                     | 2011–presente | Sí      | Sí (3)   | Sí (17)  | Sí                  | FX               | Serie antológica |
| The New Normal                            | 2012–2013     | Sí      | Sí (4)   | Sí (5)   | Sí                  | NBC              |                  |
| Scream Queens                             | 2015–2016     | Sí      | Sí (1)   | Sí (8)   | Sí                  | Fox              |                  |
| American Crime Story                      | 2016–presente | No      | Sí (5)   | No       | Sí                  | FX               | Serie antológica |
| Feud                                      | 2017–presente | Sí      | Sí (3)   | Sí (2)   | Sí                  | FX               | Serie antológica |
| 9-1-1                                     | 2018–presente | Sí      | No       | Sí (3)   | Sí                  | Fox / ABC        |                  |
| Pose                                      | 2018–2021     | Sí      | Sí (3)   | Sí (7)   | Sí                  | FX               |                  |
| The Politician                            | 2019–2020     | Sí      | Sí (1)   | Sí (5)   | Sí                  | Netflix          |                  |
| 9-1-1: Lone Star                          | 2020–2025     | Sí      | No       | Sí (1)   | Sí                  | Fox              |                  |
| Ratched                                   | 2020          | Sí      | Sí (2)   | No       | Sí                  | Netflix          |                  |
| Hollywood                                 | 2020          | Sí      | Sí (1)   | Sí (6)   | Sí                  | Netflix          | Miniserie de TV  |
| Halston                                   | 2021          | No      | No       | Sí (4)   | Sí                  | Netflix          | Miniserie de TV  |
| American Horror Stories                   | 2021–presente | Sí      | No       | Sí (1)   | Sí                  | FX on Hulu       | Serie antológica |
| Monster: The Jeffrey Dahmer Story         | 2022          | Sí      | No       | Sí (4)   | Sí                  | Netflix          | Serie antológica |
| The Watcher                               | 2022–presente | Sí      | Sí (2)   | Sí (6)   | Sí                  |                  |                  |
| Monster: The Lyle and Erik Menendez Story | 2024          | Sí      | No       | Sí (2)   | Sí                  | Serie Antológica |                  |
| Doctor Odyssey                            | 2024–2025     | Sí      | No       | Sí (3)   | Sí                  | ABC              |                  |
| Grotesquerie                              | 2024          | Sí      | Sí (1)   | Sí (10)  | Sí                  | FX               |                  |
| American Sports Story                     | 2024–presente | Sí      | No       | No       | Sí                  | FX               | Serie antológica |
| 9-1-1: Nashville                          | 2025          | Sí      | No       | No       | Sí                  | ABC              |                  |
| Mid-Century Modern                        | 2025          | No      | No       | No       | Sí                  | Hulu             |                  |
| All's Fair                                | 2025          | Sí      |          |          | Sí                  | Hulu             | [ 42 ] [ 43 ]    |
| American Love Story                       | 2026          | Sí      |          |          | Sí                  | FX               | Serie antológica |
| The Beauty                                | TBA           |         |          |          | Sí                  | FX               |                  |

No ficción
| Año     | Título                                                   | Crédito | Crédito  | Crédito  | Crédito             | Señal   | Notas                  |
| Año     | Título                                                   | Creador | Director | Escritor | Productor ejecutivo | Señal   | Notas                  |
| ------- | -------------------------------------------------------- | ------- | -------- | -------- | ------------------- | ------- | ---------------------- |
| 2011–12 | The Glee Project                                         | Sí      | No       | No       | Sí                  | Fox     | Concurso               |
| 2014    | American Horror Story Freak Show: Extra-Ordinary-Artists | Sí      | No       | Sí       | No                  | FX      | Especial de televisión |
| 2016    | Inside Look: The People v. O.J. Simpson                  | Sí      | No       | No       | Sí                  | FX      | Especial de televisión |
| 2017    | Inside Look: Feud – Bette and Joan                       | Sí      | No       | No       | Sí                  | FX      | Especial de televisión |
| 2017–18 | Inside Look: The Assassination of Gianni Versace         | Sí      | No       | No       | Sí                  | FX      | Especial de televisión |
| 2022    | The Andy Warhol Diaries                                  | Sí      | No       | No       | Sí                  | Netflix | Serie documental       |

## Premios y nominaciones
Premios Globo de oro
| Premios Globo de Oro | Premios Globo de Oro                         | Premios Globo de Oro                              | Premios Globo de Oro | Premios Globo de Oro |
| Año                  | Categoría                                    | Trabajo Nominado                                  | Resultado            | Ref.                 |
| -------------------- | -------------------------------------------- | ------------------------------------------------- | -------------------- | -------------------- |
| 2014                 | Mejor miniserie o telefilme                  | American Horror Story: Coven                      | Nominado             | [ 46 ]               |
| 2015                 | Mejor miniserie o telefilme                  | The Normal Heart                                  | Nominado             | [ 46 ]               |
| 2016                 | Mejor miniserie o telefilme                  | American Horror Story: Hotel                      | Nominado             | [ 46 ]               |
| 2017                 | Mejor miniserie o telefilme                  | The People v. O. J. Simpson: American Crime Story | Ganador              | [ 46 ]               |
| 2018                 | Mejor miniserie o telefilme                  | Feud: Bette and Joan                              | Nominado             | [ 46 ]               |
| 2023                 | Mejor miniserie o telefilme                  | Dahmer – Monster: The Jeffrey Dahmer Story        | Nominado             | [ 46 ]               |
| 2023                 | Carol Burnett a la trayectoria en televisión | Carol Burnett a la trayectoria en televisión      | Ganador              | [ 47 ]               |

Premios Primetime Emmy
| Premios Primetime Emmy | Premios Primetime Emmy                  | Premios Primetime Emmy                                    | Premios Primetime Emmy | Premios Primetime Emmy |
| Año                    | Categoría                               | Trabajo Nominado                                          | Resultado              | Ref.                   |
| ---------------------- | --------------------------------------- | --------------------------------------------------------- | ---------------------- | ---------------------- |
| 2004                   | Mejor dirección - Serie dramática       | Nip/Tuck                                                  | Nominado               | [ 48 ]                 |
| 2010                   | Mejor serie de comedia                  | Glee                                                      | Nominado               | [ 48 ]                 |
| 2010                   | Mejor dirección - Serie de comedia      | Glee                                                      | Ganador                | [ 48 ]                 |
| 2010                   | Mejor guion - Serie de comedia          | Glee                                                      | Nominado               | [ 48 ]                 |
| 2011                   | Mejor serie de comedia                  | Glee                                                      | Nominado               | [ 48 ]                 |
| 2012                   | Mejor miniserie o telefilme             | American Horror Story: Murder House                       | Nominado               | [ 48 ]                 |
| 2012                   | Mejor diseño de título original         | American Horror Story: Murder House                       | Nominado               | [ 48 ]                 |
| 2013                   | Mejor miniserie o telefilme             | American Horror Story: Asylum                             | Nominado               | [ 48 ]                 |
| 2013                   | Mejor diseño de título original         | American Horror Story: Asylum                             | Nominado               | [ 48 ]                 |
| 2014                   | Mejor miniserie                         | American Horror Story: Coven                              | Nominado               | [ 48 ]                 |
| 2014                   | Mejor guion - Miniserie o telefilme     | American Horror Story: Coven                              | Nominado               | [ 48 ]                 |
| 2014                   | Mejor telefilme                         | The Normal Heart                                          | Ganador                | [ 48 ]                 |
| 2014                   | Mejor dirección - Miniserie o telefilme | The Normal Heart                                          | Nominado               | [ 48 ]                 |
| 2015                   | Mejor miniserie                         | American Horror Story: Freak Show                         | Nominado               | [ 48 ]                 |
| 2015                   | Mejor dirección - Miniserie o telefilme | American Horror Story: Freak Show                         | Nominado               | [ 48 ]                 |
| 2015                   | Mejor diseño de título original         | American Horror Story: Freak Show                         | Nominado               | [ 48 ]                 |
| 2015                   | Mejor programa corto de no ficción      | American Horror Story: Extra-Ordinary Artists             | Nominado               | [ 48 ]                 |
| 2016                   | Mejor miniserie                         | The People v. O. J. Simpson                               | Ganador                | [ 48 ]                 |
| 2016                   | Mejor dirección - Miniserie o telefilme | The People v. O. J. Simpson                               | Nominado               | [ 48 ]                 |
| 2016                   | Mejor serie corta de no ficción         | Inside Look: The People v. O.J. Simpson                   | Ganador                | [ 48 ]                 |
| 2017                   | Mejor miniserie                         | Feud:Bette and Joan                                       | Nominado               | [ 48 ]                 |
| 2017                   | Mejor dirección - Miniserie o telefilme | Feud:Bette and Joan                                       | Nominado               | [ 48 ]                 |
| 2017                   | Mejor guion - Miniserie o telefilme     | Feud:Bette and Joan                                       | Nominado               | [ 48 ]                 |
| 2017                   | Mejor guion - Miniserie o telefilme     | Feud:Bette and Joan                                       | Nominado               | [ 48 ]                 |
| 2017                   | Mejor diseño de título original         | Feud:Bette and Joan                                       | Nominado               | [ 48 ]                 |
| 2017                   | Mejor serie corta de no ficción         | Inside Look: Feud                                         | Nominado               | [ 48 ]                 |
| 2018                   | Mejor miniserie                         | The Assassination of Gianni Versace                       | Ganador                | [ 48 ]                 |
| 2018                   | Mejor dirección - Miniserie o telefilme | The Assassination of Gianni Versace                       | Ganador                | [ 48 ]                 |
| 2018                   | Mejor serie corta de no ficción         | The Assassination of Gianni Versace: American Crime Story | Nominado               | [ 48 ]                 |
| 2019                   | Mejor serie dramática                   | Pose                                                      | Nominado               | [ 48 ]                 |

Premios Tony
| Premios Tony | Premios Tony                | Premios Tony                  | Premios Tony | Premios Tony |
| Año          | Categoría                   | Trabajo Nominado              | Resultado    | Ref.         |
| ------------ | --------------------------- | ----------------------------- | ------------ | ------------ |
| 2016         | Mejor reestreno de una obra | Long Day's Journey Into Night | Nominado     | [ 49 ]       |
| 2019         | Mejor reestreno de una obra | The Boys in the Band          | Ganador      | [ 49 ]       |